# Michael Hoferer

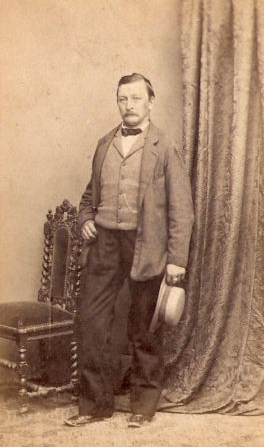
Michael Hoferer in München, um 1870

Michael Hoferer (* 14. Oktober 1820 in Großprüfening; † 26. November 1894 ebenda) war ein Handwerker und amtierte über viele Jahre hinweg als Bürgermeister der Gemeinde Großprüfening. Er war auch Mitglied der Gesellschaft der bayerischen Ostbahn und engagierte sich für deren Bau. Zudem führte er den Titel eines Fürstlichen Hofrates und Hofschmiedemeisters.

## Leben
Er war neben einer Schwester der einzige Sohn des Schmiedemeisters und Schultheißen Michael Hoferer (1772–1843) und seiner zweiten Ehefrau Walburga Weber (1791–1869). Die Familie der Mutter stand in enger Verbindung mit dem ehemaligen Kloster Prüfening, während die Familie des Vaters eine bekannte Handwerker- und Bauersfamilie, die schon seit Generationen in verwaltenden Ämtern, als Ortsrichter, Gemeinderat oder Bürgermeister tätig war. Bereits der Großvater Joseph Hoferer war als Gemeinderat tätig. Er besuchte nach dem Abschluss der Dorfschule in Prüfening die Königliche Kreisgewerbeschule in Regensburg und genoss eine gute Ausbildung. Das Handwerk erlernte er in der elterlichen Werkstatt. Nach dem Tod des Vaters übernahm er den elterlichen Betrieb. Innerhalb weniger Jahre hatte er sich als Hufschmied einen guten Namen gemacht und erhielt erstmals Aufträge von der Fürstenfamilie Thurn und Taxis. Später erhielt er den Titel des Fürstlichen Hufschmieds.
Ab 1860 war Hoferer Bürgermeister der Gemeinde Großprüfening. Er wurde mehrfach wiedergewählt, unter anderem in den Jahren 1870 und 1875 und blieb bis zum Jahre 1880 im Amt. Während seiner Amtszeit wurde der Ausbau der Uferschutzbauten an der Donau und der Bau einer befestigten Straße nach Regensburg forciert. Als erstmals 1868 über den Bau einer Eisenbahnstrecke von Regensburg nach Nürnberg diskutiert wurde, war Hoferer einer der eifrigsten Verfechter der Eisenbahn. Trotz heftigsten Widerstands der Dorfbevölkerung begannen 1869 die ersten Vermessungen. Zu Beginn war in Prüfening keinesfalls der Bau einer Haltestation vorgesehen. Erst durch vehementen Einsatz Hoferers, der Großprüfening und das nahe Schloss Prüfening als Ausflugs- und Wanderziel hervorhob, entschied man sich zum Bau einer Bahnstation in Prüfening. 1872/1873 wurde die neue Strecke offiziell eröffnet. Prüfening erlebte seither als Sommerfrische und Ausflugsziel der Stadtbevölkerung einen wirtschaftlichen Aufschwung.
Hoferer war ab 1872 Mitglied des landwirtschaftlichen Bezirkskomitees Stadtamhof und Regensburg und der Actiengesellschaft der bayerischen Ostbahnen. Er engagierte sich als Aktionär und Kreispolitiker an dem zügigen Ausbau der Ostbahn. Seinen energischen Bemühungen und Intervention ist es zu verdanken, dass Großprüfening und andere kleinere Regengemeinden an das Bahnnetz angeschlossen wurden.

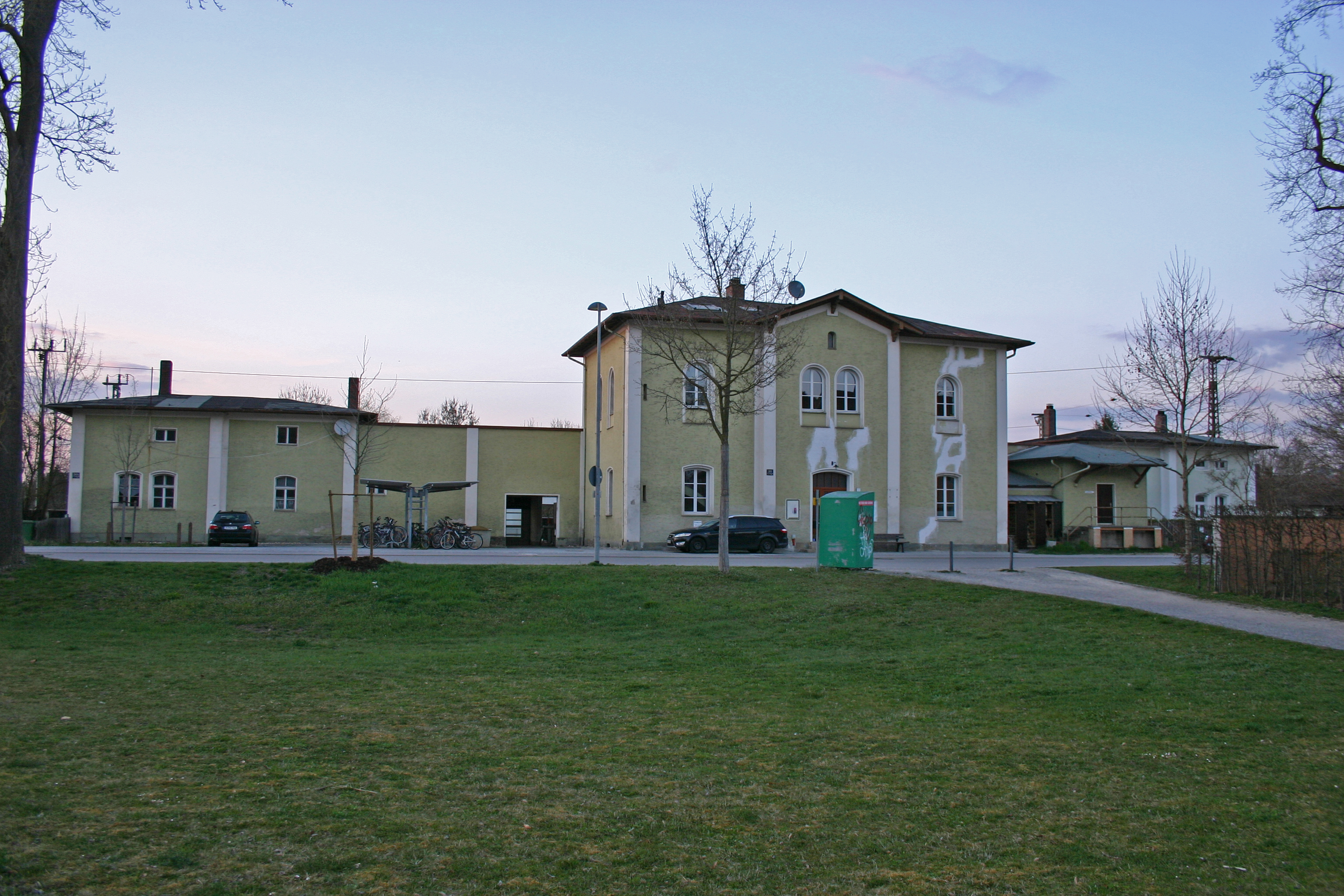
Empfangsgebäude des Bahnhof Regensburg-Prüfening, erbaut 1872/1873 durch M. Hoferer

Auf ihn geht auch die Gründung eines Armenhauses in Prüfening und einige Stiftungen zurück. Unter anderem riefen er und seine Gattin im Jahre 1866 die Michael und Franziska Hoferer´sche Stiftung ins Leben, welche für die Versorgung von Witwen und Waisen eintrat. Hoferer starb am 26. November 1894 in seinem Anwesen in Großprüfening in seinem 74. Lebensjahr an einem Gehirnschlag und wurde am 28. November im Familiengrab auf dem katholischen Friedhof in Dechbetten beigesetzt.
Seiner am 6. August 1850 geschlossenen zweiten Ehe mit der Reederstochter Franziska Riederer entstammten neun Kinder, darunter der Lokalpolitiker und Gutsbesitzer Johann Baptist Hoferer (1860–1936), der Großkaufmann und Bankier Josef Hoferer (1866–1941) und der Großkaufmann Maximilian Alois Hoferer (1873–1956).

## Auszeichnungen
- Ludwigsorden
- Verdienstorden vom Heiligen Michael
- Armeedenkzeichen 1866
- Verdienstmedaille des Landwirtschaftlichen Vereins